# اورلین بوشه
اورلین بوشه (انگلیسی: Aurélien Boche؛ زادهٔ ۱۶ سپتامبر ۱۹۸۱) بازیکن فوتبال اهل فرانسه است.
از باشگاه‌هایی که در آن بازی کرده‌است می‌توان به باشگاه ورزشی آمیان و باشگاه فوتبال نیم المپیک اشاره کرد.